# ییوکا
ییوکا (به چکی: Jívka) یک منطقهٔ مسکونی در جمهوری چک است که در منطقه تروتنوف واقع شده‌است.